# Diocesi di Orihuela-Alicante

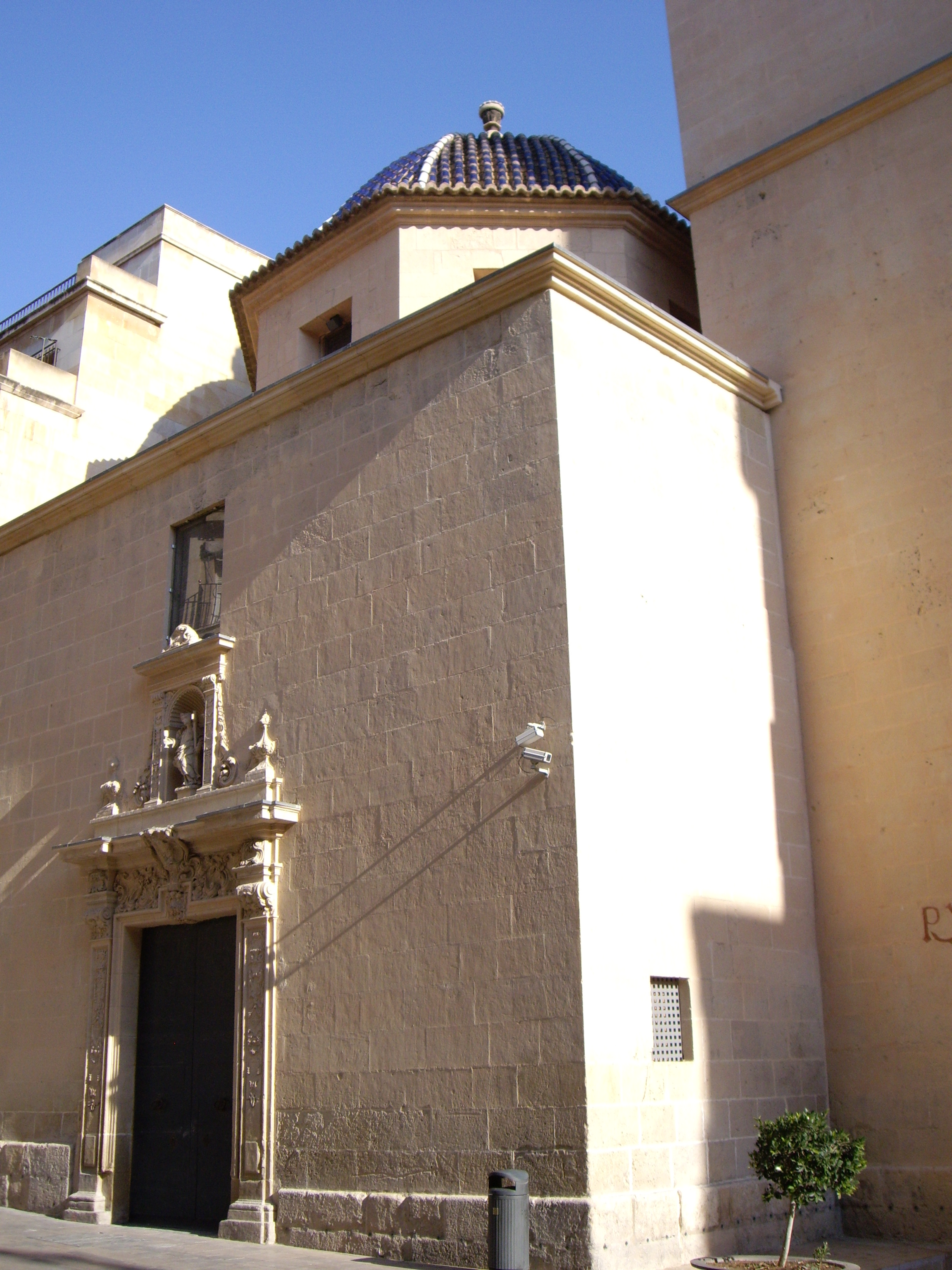
La concattedrale di San Nicola ad Alicante.

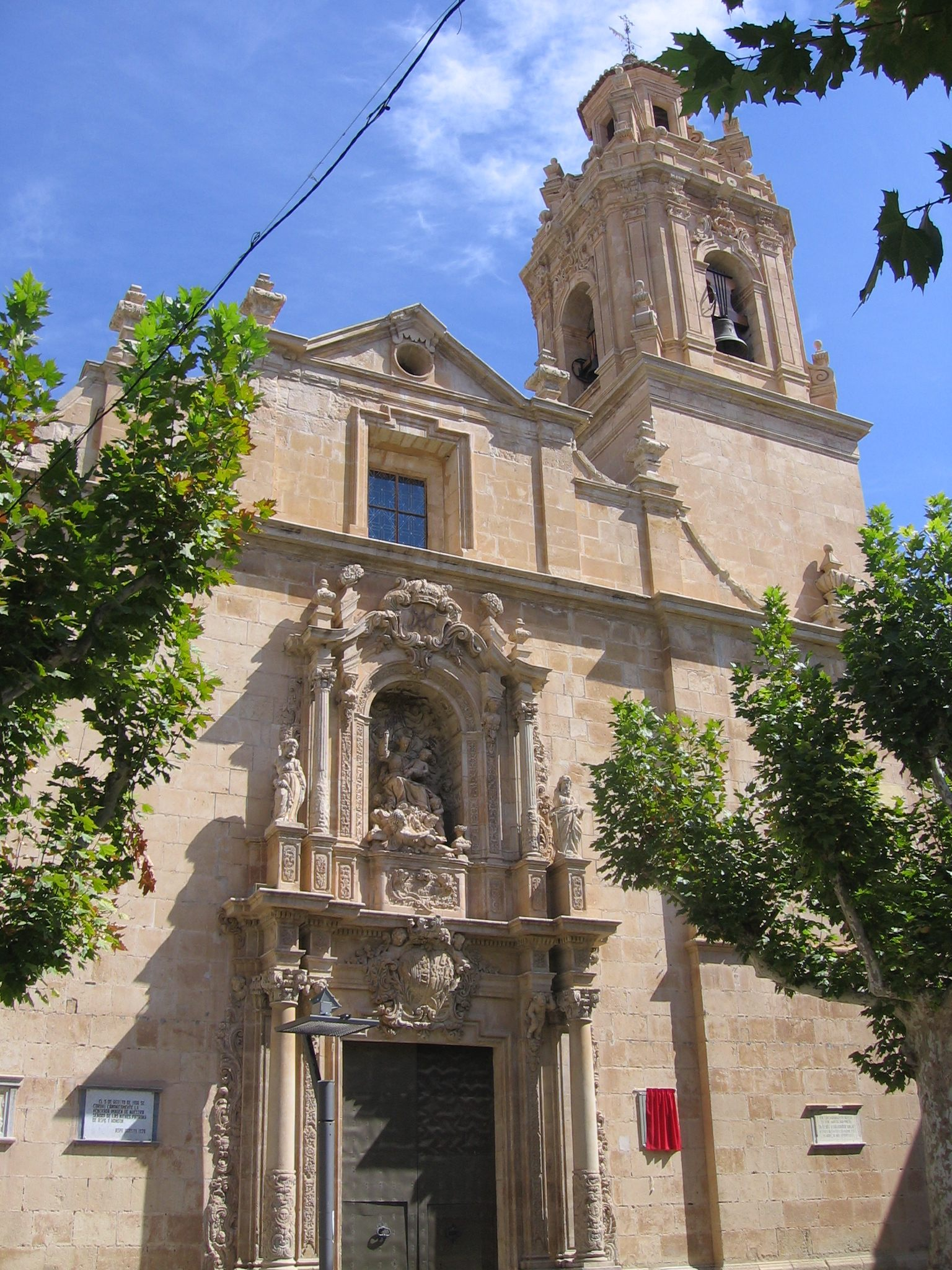
La basilica minore di Nostra Signora del Soccorso di Aspe.

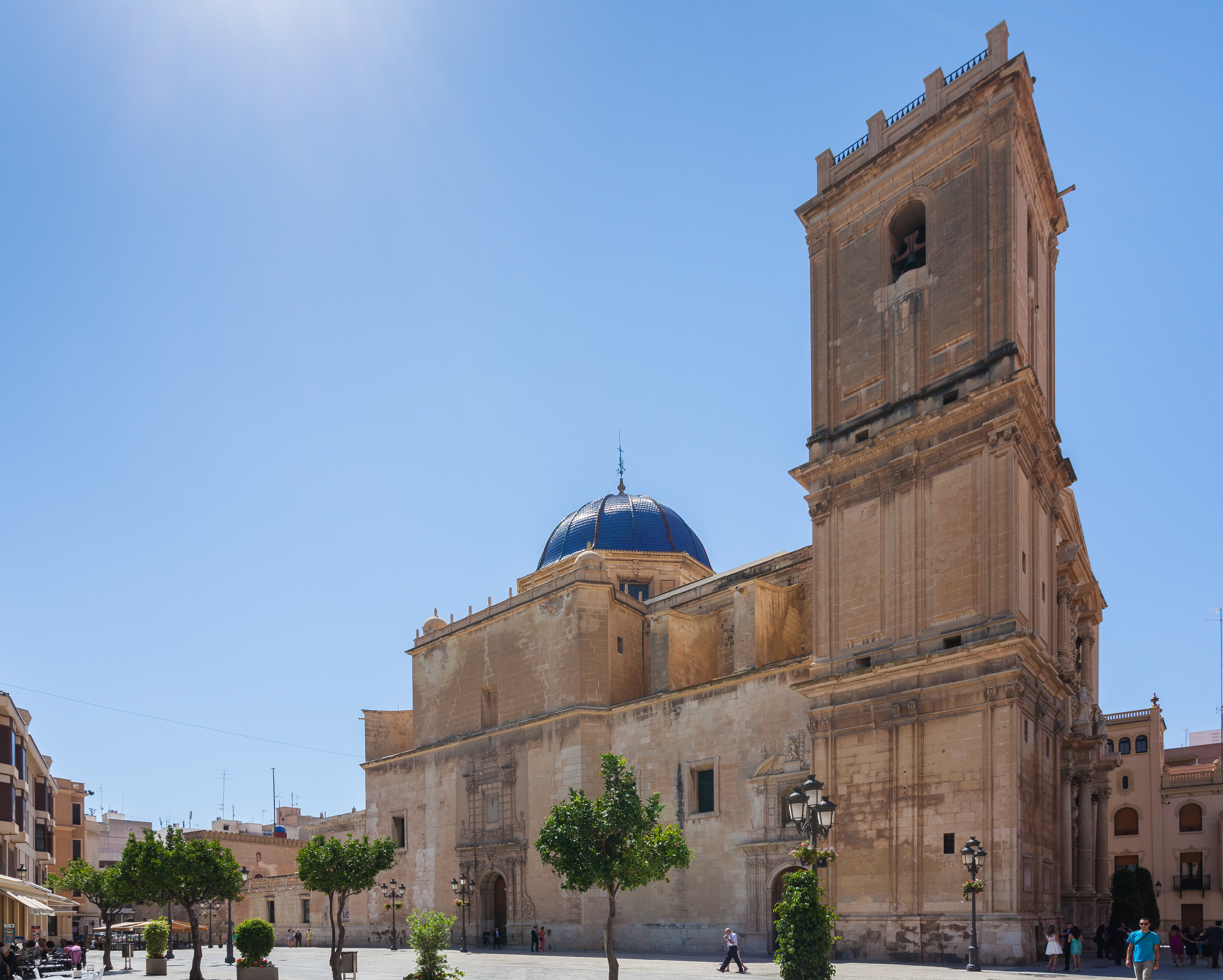
La basilica minore di Santa Maria a Elche.

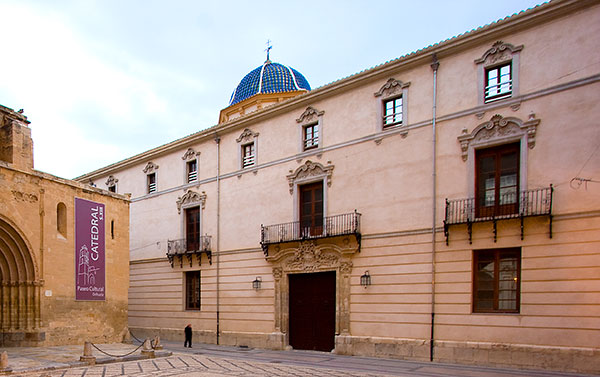
Il palazzo vescovile di Orihuela.

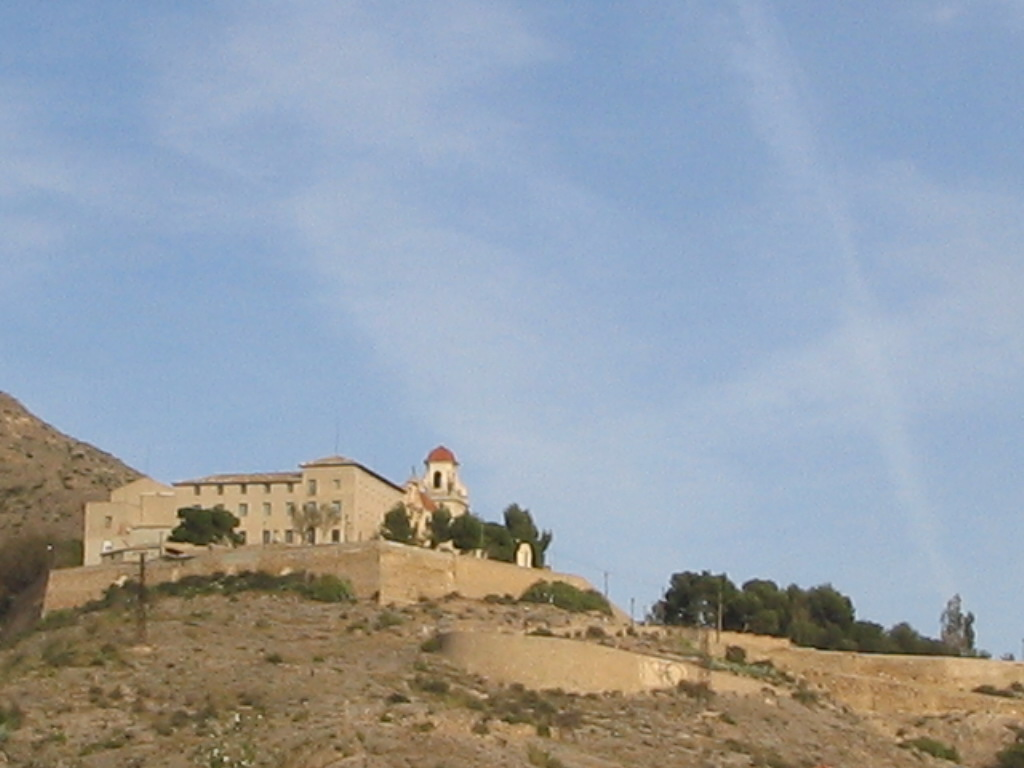
Il seminario diocesano di San Michele di Orihuela.

La diocesi di Orihuela-Alicante (in latino: Dioecesis Oriolensis-Lucentina) è una sede della Chiesa cattolica in Spagna suffraganea dell'arcidiocesi di Valencia. Nel 2021 contava 1.198.680 battezzati su 1.626.832 abitanti. È retta dal vescovo José Ignacio Munilla Aguirre.

## Territorio
La diocesi comprende la provincia di Alicante, eccetto la parte settentrionale, costituita da 63 municipi, che appartengono all'arcidiocesi di Valencia.
Sede vescovile è la città di Alicante, dove si trova la concattedrale di san Nicola di Bari. A Orihuela si trova la cattedrale del Santissimo Salvatore e Santa Maria.
Nel territorio diocesano sorgono tre basiliche minori: la basilica di Nostra Signora del Soccorso ad Aspe, la basilica di Santa Maria a Alicante, e la basilica di Santa Maria a Elche.
Il territorio si estende su una superficie di 4.384 km² ed è suddiviso in 214 parrocchie, raggruppate in 22 arcipresbiterati, a loro volta raggruppati in 5 vicariati.

## Storia
L'erezione della diocesi di Orihuela fu preceduta da due tentativi, che non furono coronati da successo. Il primo, maturato nella prima metà del XV secolo, sembrò aver raggiunto l'obiettivo nel 1442, quando sia papa Eugenio IV sia il Concilio di Basilea enunciarono la loro volontà di erigere una nuova diocesi. Le successive proteste del vescovo e del capitolo di Cartagena provocarono però il ricorso del re di Castiglia, che portò all'annullamento dell'erezione con la bolla dell'11 ottobre 1443. All'inizio del XVI secolo i monarchi richiesero l'erezione della diocesi di Orihuela per porre fine ai contrasti fra le città di Orihuela e di Cartagena e ottennero da papa Giulio II una bolla d'erezione il 13 maggio 1510. In seguito però non venne mai nominato un vescovo proprio per la sede di Orihuela, che rimase unita in persona episcopi a quella di Cartagena, che reagì all'erezione della nuova diocesi prima ottenendo il trasferimento del vescovo che l'aveva consentita ad altra sede, poi protestando energicamente davanti a papa Leone X, che il 1º aprile 1518 annullò nuovamente l'erezione.
Finalmente la diocesi di Orihuela fu eretta il 14 luglio 1564 con bolla Pro excellenti Sedis Apostolicae di papa Pio IV, ricavandone il territorio dalla diocesi di Cartagena. Per l'opposizione del clero di Cartagena, la bolla poté essere letta nella nuova cattedrale di Orihuela solo il 1º maggio 1565.
Nel 1569 si celebrò il primo sinodo diocesano, in cui venne discusso soprattutto il problema della conversione dei moriscos convertiti e dei loro figli. Nello stesso anno il Collegio di San Domenico assunse il carattere di università pontificia con la bolla di papa Pio V del 4 agosto; i corsi universitari cominciarono nel 1610: teologia, diritto canonico, giurisprudenza, arti e medicina. Sarà soppressa nel 1824.
Nel 1600 un secondo sinodo diocesano riprese il tema della conversione dei musulmani, mentre il terzo e ultimo sinodo del 1663 affronterà la riforma dei costumi degli ecclesiastici.
Il seminario diocesano, già previsto dal sinodo del 1569, fu fondato a Orihuela nel 1742, che nella seconda metà del XVIII secolo fu munito di un'importante biblioteca, soprattutto per merito del vescovo José Tormo Juliá.
Nel 1820 il vescovo Simón López fu esiliato dal regno per la sua opposizione al governo liberale. Félix Herrero Valverde viene eletto amministratore capitolare, nonostante l'opposizione dell'ala liberale del capitolo. Nel 1835 Herrero Valverde, nel frattempo eletto vescovo, fu esiliato dal regno per lo stesso motivo del suo predecessore. Farà ritorno in patria dall'esilio italiano solo nel 1847 e dopo aver giurato obbedienza alla regina Isabella e alla costituzione.
Nel 1882 fu fondato il Bollettino ufficiale della diocesi, mentre a cavallo tra i secoli XIX e XX verranno fondate importanti opere sociali, come la Cassa di Mutuo Soccorso (1897) e la Cassa di Risparmio e Monte di Pietà (1906).
A partire dal 1935, il vescovo Irastorza con permesso della Santa Sede, risiedette fuori dalla diocesi e fu nominato amministratore apostolico sede plena Juan de Dios Ponce y Pozo, assassinato il 2 dicembre 1936, durante la guerra civile, in cui furono assassinati 54 sacerdoti della diocesi. Monsignor Irastorza fece ritorno alla diocesi nel 1939.
Negli anni cinquanta fu necessario riorganizzare la diocesi, ripartendo dal seminario, per la formazione di nuovi sacerdoti, che potessero supplire alla carenza di ecclesiastici cagionata dalla guerra civile.
Il 13 marzo 1954 e il 6 giugno 1957, con due distinti decreti della Congregazione Concistoriale, furono rivisti i confini della diocesi per farli coincidere con quelli della provincia civile, in applicazione del concordato tra la Santa Sede e il governo spagnolo del 1953. La diocesi di Orihuela cedette una sola parrocchia all'arcidiocesi di Valencia, ma si ampliò notevolmente con 3 arcipresbiterati (Callosa de Ensarriá, Jijona e Villajoyosa) appartenuti alla stessa arcidiocesi di Valencia e altre 3 parrocchie cedute dalla diocesi di Cartagena.
Il 9 marzo 1959, in forza della bolla Illae catholicae Ecclesiae di papa Giovanni XXIII, la chiesa di san Nicola di Alicante è stata elevata al rango di concattedrale e la diocesi ha assunto il nome attuale. Nel gennaio del 1968 il vescovo e la curia si sono trasferiti ad Alicante e l'anno successivo è stato trasferito anche parte del seminario.

## Cronotassi dei vescovi
Si omettono i periodi di sede vacante non superiori ai 2 anni o non storicamente accertati.
- Gregorio Antonio Gallo de Andrade † (22 agosto 1565 - 11 settembre 1577 nominato vescovo di Segovia)
- Tomás Dacio † (13 gennaio 1578 - 19 maggio 1585 deceduto)
  - Sede vacante (1585-1587)
- Cristóbal Robuster Senmanat † (17 agosto 1587 - 9 novembre 1593 dimesso)
- José Esteve Juan † (12 gennaio 1594 - 2 novembre 1603 deceduto)
- Andrés Balaguer Salvador, O.P. † (10 novembre 1604 - 11 aprile 1626 deceduto)
- Bernardo Caballero Paredes † (22 marzo 1627 - 13 agosto 1635 nominato vescovo di Lérida)
- Juan García Arlés † (7 gennaio 1636 - 23 marzo 1644 deceduto)
- Félix Guzmán, O.P. † (14 novembre 1644 - 1º marzo 1646 deceduto)
- Juan Orta Moreno † (19 novembre 1646 - 5 dicembre 1650 deceduto)
- Luis Crespi y Borja † (28 ottobre 1651 - 2 settembre 1658 nominato vescovo di Plasencia)
  - Pedro Olginat de Medicis, O.Carm. † (10 marzo 1659 - 24 aprile 1659 deceduto) (vescovo eletto)
- Acacio March de Velasco, O.P. † (26 gennaio 1660 - 26 giugno 1665 deceduto)
- José Berges † (1º febbraio 1666 - 21 giugno 1678 deceduto)[5]
- Antonio Sánchez de Castellar † (17 luglio 1679 - 24 agosto 1700 deceduto)
- José de la Torre Orumbela † (3 ottobre 1701 - 6 gennaio 1712 deceduto)
  - Sede vacante (1712-1714)
- José Espejo Cisneros † (28 maggio 1714 - 12 luglio 1717 nominato vescovo di Calahorra e La Calzada)
- Salvador Rodríguez Castelblanco, T.O.R. † (22 novembre 1717 - 20 giugno 1727 deceduto)
- José Flores Osorio † (22 dicembre 1727 - 3 marzo 1738 nominato vescovo di Cuenca)
- Juan Elías Gómez Terán † (5 maggio 1738 - 9 ottobre 1758 deceduto)
- José de rada y Aguirre † (3 marzo 1760 - 13 maggio 1760 deceduto)
- Pedro Albornoz Tapia † (15 dicembre 1760 - 22 gennaio 1767 deceduto)
- José Tormo Juliá † (1º giugno 1767 - 26 novembre 1790 deceduto)
- Antonio Despuig y Dameto † (26 settembre 1791 - 1º giugno 1795 nominato arcivescovo di Valencia)
- Francisco Javier Cabrera Velasco † (1º giugno 1795 - 24 luglio 1797 nominato vescovo di Avila)
- Francisco Antonio Cebrián Valdá † (24 luglio 1797 - 10 luglio 1815 nominato patriarca delle Indie occidentali)
- Simón López García, C.O. † (18 dicembre 1815 - 27 settembre 1824 nominato arcivescovo di Valencia)
- Félix Herrero Valverde † (27 settembre 1824 - 29 marzo 1858 deceduto)
- Pedro María Cubero López de Padilla † (27 settembre 1858 - 11 novembre 1881 deceduto)
- Victoriano Guisasola y Rodríguez † (27 marzo 1882 - 10 giugno 1886 nominato arcivescovo di Santiago di Compostela)
- Juan Maura y Gelabert † (10 giugno 1886 - 24 gennaio 1910 deceduto)
  - Sede vacante (1910-1913)
- Ramón Plaza y Blanco † (18 luglio 1913 - 8 novembre 1921 deceduto)
- Francisco Javier de Irastorza Loinaz † (27 giugno 1922 - 29 dicembre 1943 deceduto)
- José García y Goldaraz † (10 agosto 1944 - 25 agosto 1953 nominato arcivescovo di Valladolid)
- Pablo Barrachina Estevan † (31 marzo 1954 - 12 maggio 1989 ritirato)
- Francisco Álvarez Martínez † (12 maggio 1989 - 23 giugno 1995 nominato arcivescovo di Toledo)
- Victorio Oliver Domingo (22 febbraio 1996 - 26 novembre 2005 ritirato)
- Rafael Palmero Ramos † (26 novembre 2005 - 27 luglio 2012 ritirato)
- Jesús Murgui Soriano (27 luglio 2012 - 7 dicembre 2021 ritirato)
- José Ignacio Munilla Aguirre, dal 7 dicembre 2021

## Statistiche
La diocesi nel 2021 su una popolazione di 1.626.832 persone contava 1.198.680 battezzati, corrispondenti al 73,7% del totale.
| anno | popolazione | popolazione | popolazione | presbiteri | presbiteri | presbiteri | presbiteri                | diaconi | religiosi | religiosi | parrocchie |
| anno | battezzati  | totale      | %           | numero     | secolari   | regolari   | battezzati per presbitero | diaconi | uomini    | donne     | parrocchie |
| ---- | ----------- | ----------- | ----------- | ---------- | ---------- | ---------- | ------------------------- | ------- | --------- | --------- | ---------- |
| 1950 | 444.000     | 445.000     | 99,8        | 225        | 170        | 55         | 1.973                     |         | 140       | 580       | 81         |
| 1969 | 580.000     | 590.000     | 98,3        | 406        | 289        | 117        | 1.428                     |         | 159       | 1.126     | 149        |
| 1980 | 894.200     | 902.845     | 99,0        | 375        | 279        | 96         | 2.384                     |         | 129       | 1.028     | 196        |
| 1990 | 1.008.000   | 1.074.223   | 93,8        | 366        | 268        | 98         | 2.754                     |         | 139       | 850       | 201        |
| 1999 | 1.160.000   | 1.173.842   | 98,8        | 396        | 310        | 86         | 2.929                     | 1       | 130       | 593       | 206        |
| 2000 | 1.140.000   | 1.177.315   | 96,8        | 413        | 326        | 87         | 2.760                     |         | 129       | 685       | 216        |
| 2001 | 1.140.000   | 1.180.000   | 96,6        | 404        | 320        | 84         | 2.821                     |         | 112       | 708       | 207        |
| 2002 | 1.152.000   | 1.195.000   | 96,4        | 412        | 318        | 94         | 2.796                     |         | 132       | 720       | 207        |
| 2003 | 1.152.000   | 1.256.697   | 91,7        | 410        | 313        | 97         | 2.809                     |         | 135       | 726       | 207        |
| 2004 | 1.155.000   | 1.260.000   | 91,7        | 401        | 318        | 83         | 2.880                     |         | 140       | 721       | 207        |
| 2013 | 1.486.651   | 1.671.111   | 89,0        | 376        | 300        | 76         | 3.953                     | 8       | 123       | 643       | 214        |
| 2016 | 1.229.675   | 1.597.539   | 77,0        | 356        | 287        | 69         | 3.454                     | 9       | 107       | 635       | 214        |
| 2019 | 1.169.864   | 1.585.734   | 73,8        | 345        | 279        | 66         | 3.390                     | 9       | 100       | 503       | 214        |
| 2021 | 1.198.680   | 1.626.832   | 73,7        | 337        | 273        | 64         | 3.556                     | 11      | 95        | 428       | 214        |